# Agrupación de Artillería Antiaérea de Ejército 601-Escuela
La Agrupación de Artillería Antiaérea de Ejército 601-Escuela (Agr AA Ej 601-Ec) es un conjunto de unidades y subunidades independientes del Ejército Argentino con asiento de paz en la guarnición de ejército "Mar del Plata" y asignada al Comando de la 3.ª División de Ejército de Bahia Blanca.

## Historia
La artillería antiaérea del Ejército y de esta agrupación se originó el 1 de enero de 1939 cuando recibió material de última generación en la época, siendo su primer jefe el mayor Axel Rolff. Luego, el 4 de diciembre de 1944 se trasladó desde Campo de Mayo a Mar del Plata el personal de la unidad, constado de 120 hombres entre oficiales, suboficiales, conscriptos y aspirantes, comenzando a trasladar el personal y los medios materiales desde el 12 hasta el 29 del mismo mes.
En el año 1978 la entonces Agrupación de Artillería de Defensa Aérea 601 se trasladó al sur del país, por motivo de la posible guerra con la República de Chile, donde estuvo entre el 12 de diciembre de 1978 hasta el 30 de enero de 1979.
En 1982 cuando comenzó la guerra de las Malvinas contra el Reino Unido, la Agrupación se desplegó por todo el país.
A partir de 1977 se inició en Mar del Plata la construcción del Estadio José María Minella. Por la importancia de la obra se le encomendó a la Agrupación la seguridad de la misma.
A partir del 18 de febrero de 1999, pasó a llamarse «Agrupación de Artillería Antiaérea de Ejército 601-Escuela».
A fines del año 2019, la Agrupación proporcionó seguridad a la Cumbre del G-20 de Buenos Aires. Por tal motivo se puso a órdenes de la Fuerza Aérea Argentina. Elementos de la Agrupación se desplegaron en el Liceo Naval Militar Almirante Brown.

## Organización
- Grupo de Artillería Antiaéreo 601
- Grupo de Artillería Antiaéreo Mixto 602
- Grupo de Mantenimiento de Sistemas Antiaéreos 601

## Material
Actual
- Cñ Oerlikon 35 mm
- Cñ Hispano-Suiza HS.831 30 mm
- Cñ Oerlikon 20 mm
- Director de tiro Skyguard III
- MANPADS Saab RBS-70 NG 8 km

Antiguo (baja)
- SAM Tiger Cat
- SAM Roland II